# Oddo Bergmair

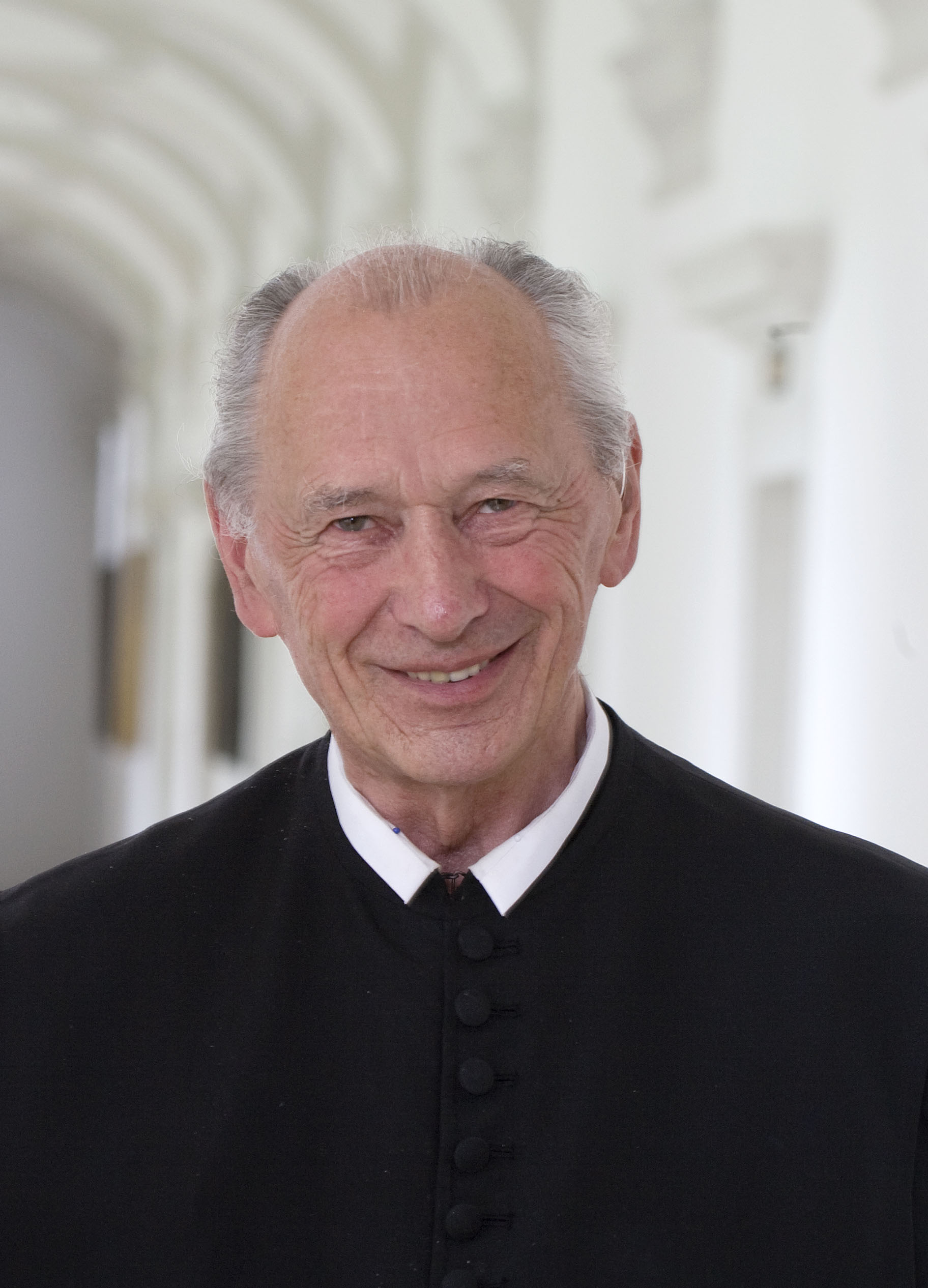
Oddo Bergmair (2011)

Oddo Bergmair OSB (* 22. März 1931 in Kremsmünster als Rudolf Bergmair; † 30. Januar 2020 in Wels) war Benediktiner von 1982 bis 2007 Abt des Benediktinerstiftes Kremsmünster.

## Leben
Rudolf Bergmair war Sohn des Bauern Johann Bergmair und seiner Frau Maria, geb. Mörtendorfer. Er besuchte 1941 bis 1944 die Grundschule in Kremsmünster und begann 1944, weil ihn seine Eltern nicht in die damals von den Nationalsozialisten geführte Schule in Kremsmünster schicken wollten, seine Gymnasialstudien am Realgymnasium in Linz. 1945 wechselte er ins Stiftsgymnasium Kremsmünster, wo er 1951 maturierte. Im selben Jahr trat er als Novize ins Kloster ein und erhielt den Ordensnamen Oddo.
Anschließend erfolgte bis 1953 ein Studium der Philosophie im Stift Kremsmünster und eines der Katholischen Theologie am Benediktinerkolleg St. Anselmo in Rom bis 1956. Nach seiner Profess am 18. August 1955 und der Priesterweihe am 15. Juli 1956 absolvierte er bis 1960 ein Studium an der Hochschule für Bodenkultur in Wien, wo er 1960 als Diplom-Ingenieur der Forstwirtschaft abschloss. Er war dann Assistent des Forstmeisters P. Marian Klinglmair, bis er 1968 selbst Forstmeister wurde. Seit 1966 war er in verschiedenen Verwaltungs- und Wirtschaftsgremien des Stifts und des Ordens tätig.
Nach dem Tod von Abt Albert Bruckmayr wurde er am 6. August 1982 zum Abt gewählt und am 4. September von Bischof Richard Weberberger benediziert. Sein Wahlspruch lautete: Servus – Diener.
Im März 2001 legte Abt Oddo Bergmair sein Amt zunächst aus Altersgründen nieder, wurde aber für sechs Jahre wiedergewählt, 2007 resignierte er endgültig zugunsten von Ambros Ebhart.

## Wirken
Abt Oddo setzte das Renovierungswerk fort, das Abt Albert für das Jubiläumsjahr 1977 begonnen hatte. Seine besondere Sorge galt der Mission in Brasilien und dem Gymnasium, dessen Protektor er war. Von 1987 bis 1993 gehörte er als zweiter Assistenzabt dem Leitungsgremium der Österreichischen Benediktinerkongregation an.
Bergmair versäumte während seiner Amtszeit aber auch die Aufklärung zahlreicher Missbrauchsfälle im Stiftsgymnasium und dem angeschlossenen Internat. Unter anderem hat er den damaligen Konviktsdirektor Alfons Mandorfer nach konkreten Vorwürfen sexuellen Missbrauchs im Jahr 1996 zwar aus dem Internat abgezogen, ihn jedoch weiterhin jahrelang als Gymnasialprofessor und Leiter des Knabenchors eingesetzt. Eine strafrechtliche Aufarbeitung der Affäre hat auf öffentlichen Druck erst im Jahr 2010 unter seinem Nachfolger Abt Ambros Ebhart stattgefunden.
In einer Predigt im Rahmen einer Firmung im Jahr 2001 versuchte Bergmair die positiven Aspekte des Gemeinschaftsgefühls seiner Jugend im Nationalsozialismus mit folgenden Worten hervorzuheben: „Ein Volk, ein Reich, ein Führer, und wir sind damals marschiert.“ Nach massiver öffentlicher Kritik rechtfertigte Bergmair seine Aussage in einem Interview mit dem Nachrichtenmagazin Format in folgender Weise: „Ein sensibler Bereich ist heute insofern, als nur die negativen Seiten des Nationalsozialismus aufgezählt werden. Es wird über Stalin nichts gesagt, der was weiß ich wie viele Millionen umgebracht hat. Über die Nazis darf man schimpfen, da ist alles schlecht.“